# Deense parlementsverkiezingen 1960
Op 15 november 1960 werden parlementsverkiezingen gehouden in Denemarken. De Sociaaldemocraten bleven de grootste partij in het Folketing met 76 van de 179 zetels. De opkomst was 85.8% in Denemarken, 57.1% in de Faeröer en 65.8% in Groenland.

## Resultaten
| Denemarken                 | Denemarken | Denemarken | Denemarken | Denemarken |
| Partij                     | Stemmen    | %          | Zetels     | +/–        |
| -------------------------- | ---------- | ---------- | ---------- | ---------- |
| Socialdemokraterne         | 1.023.794  | 42,1       | 76         | +6         |
| Venstre                    | 512.041    | 21,1       | 38         | –7         |
| Conservatieve Volkspartij  | 435.764    | 17,9       | 32         | +2         |
| Socialistische Volkspartij | 149.440    | 6,1        | 11         | Nieuw      |
| Radikale Venstre           | 140.979    | 5,8        | 11         | –3         |
| Onafhankelijkheidspartij   | 81.134     | 3,3        | 6          | +6         |
| Rechtvaardigheidspartij    | 52.330     | 2,2        | 0          | –9         |
| Communistische Partij      | 27.298     | 1,1        | 0          | –6         |
| Slesvigsk Parti            | 9.058      | 0,4        | 1          | 0          |
| Onafhankelijken            | 109        | 0,0        | 0          | 0          |
| Ongeldige/Blanco stemmen   | 7.989      | –          | –          | –          |
| Totaal                     | 2,439,936  | 100        | 175        | 0          |
| Faeröer                    |            |            |            |            |
| Gelijkheidspartij          | 3.712      | 34,2       | 1          | +1         |
| Eenheidspartij             | 2.391      | 22,0       | 1          | 1          |
| Volkspartij                | 2.158      | 19,9       | 0          | –1         |
| Onafhankelijken            | 2.583      | 23,8       | 0          | Nieuw      |
| Ongeldige/Blanco stemmen   | 55         | –          | –          | –          |
| Totaal                     | 10,899     | 100        | 2          | 0          |
| Groenland                  |            |            |            |            |
| Onafhankelijken            | 8.489      | 100        | 2          | 0          |
| Ongeldige/Blanco stemmen   | 71         | –          | –          | –          |
| Totaal                     | 8.560      | 100        | 2          | 0          |

| Stemming | Stemming | Stemming | Stemming | Stemming |
| -------- | -------- | -------- | -------- | -------- |
|          |          |          |          |          |
| A        | A        |          | 42,10%   | 42,10%   |
| D        | D        |          | 21,05%   | 21,05%   |
| C        | C        |          | 17,92%   | 17,92%   |
| F        | F        |          | 6,14%    | 6,14%    |
| B        | B        |          | 5,80%    | 5,80%    |
| U        | U        |          | 3,34%    | 3,34%    |
| E        | E        |          | 2,15%    | 2,15%    |
| K        | K        |          | 1,12%    | 1,12%    |
| Anderen  | Anderen  |          | 0,38%    | 0,38%    |